# Sobek
Sobek (zvan i Sebek, Sochet, Sobki i Soknopais, u grčkom jeziku zvan je Suchos, odnosno, njegovo ime pisali su "Σοῦχος") je u egipatskoj mitologiji bog krokodila Starog Egipta, podvodni demon u niskim deltama Nila, koji je, osami toga, također i bog plodnosti.

Vrhovni je vladar većih slatkih voda, odnosno jezera, rijeka i močvara. Egipćani su vjerovali da puno krokodila u slatkoj vodi, osobito rijeci, znali sreću, to jest, bolju žetvu i poplavu, za koju se smatralo da isto donosi sreću. Amajlija Sobeka sliči amajliji glavnog egipatskog boga Ra, pa je zbog toga zvan Sobek-Ra. Sobek je sin božice Neit. U Sobeka se pretvorio bog Zemlje Geb. Uobičajeno, Egipćani su Sobeka zvali "sbk", dok su mu njegovo ime pisali ovako:
| s | b | k · I4 |

. Faraon Amenofis III. se volio prikazivati uz bogove, pa tako postoji grupni kip.

## U medijima
Čest je u popularnoj kulturi i humorističnim serijama, no, osobito, Sobek je popularan u: 
- Al-Fajjum,
- Al-Dżabalajn,
- Kom Ombo,
- Armant,
- Dżabal as-Silsila,
- File,
- Abu Sir

## Vanjske poveznice
|  | Zajednički poslužitelj ima još gradiva o temi Sobek |